# Abraham Abulafia
Abraham ben Samuel Abulafia (heb. אברהם בן שמואל אבולעפיה‎) (Zaragoza, 1240. – Comino, 1292.), židovski ekstatički kabalist i mistik, osnivač škole proročke kabale.
Rođen je u Zaragozi, a mladost je proveo u Tudeli u Navarri gdje ga je otac uputio u znanja Biblije i Talmuda. Putovao je po Istoku i proveo desetak godina u Grčkoj i Italiji, gdje je možda došao pod utjecaj sufija. U to vrijeme napisao je više komentara Vodiča, smatrajući svoju mistiku objašnjenjem Majmonidova učenja.
Godine 1270. vratio se u Španjolsku, gdje je proučavao Sefer jecira i mnoge njegove komentare te je stupio u kontakt s grupom mistika, a osobito s Baruhom Togarmijem kojeg je smatrao svojim učiteljem. U Barceloni ga je, prema njegovim riječima, zahvatio proročki duh te 1272. godine odlazi u Italiju i zahtjeva audijenciju kod pape Nikole III. kako bi ga preobratio. Od progona ga spašava papina skorašnja smrt. Osim među katolicima, stekao je neprijatelje i među Židovima, zbog svojatanja proročkog nadahnuća i mesijanskih pretenzija koje iskazuje na Siciliji, nakon odlaska iz Rima.
Protjeran sa Sicilije odlazi na malteški otok Comino gdje u periodu 1285. – 1290. piše svoje djelo "Knjiga znaka" (Sefer ha-Ot). Godine 1291. napisao je posljednje i najumnije djelo "Riječi ljepote" (Imre Shefer).